# Get on the Bus
Get on the Bus es una película estadounidense de 1996 sobre un grupo de ciudadanos afroamericanos que toman un autobús para dirigirse a la marcha del millón de hombres celebrada en Washington en 1995. Fue dirigida por Spike Lee, siendo la primera de sus películas en la que no actuó.

## Sinopsis
Quince hombres afroamericanos suben a un autobús en Los Ángeles con destino a Washington D. C., donde planean asistir a la Marcha del millón de hombres. Aparte de su raza, destino y género, los hombres no tienen nada en común: George es el organizador del viaje; Xavier es un aspirante a cineasta que espera realizar un documental sobre la Marcha; Flip es un actor vano pero carismático y abiertamente sexista; Kyle y Randall son una pareja homosexual; Gary, un policía birracial; Jamal es un ex pandillero convertido en devoto musulmán que ha evitado ser procesado por los asesinatos que cometió y Evan es un delincuente de poca monta al que se le ha permitido violar la libertad condicional para asistir a la marcha con la condición de que permanezca esposado a su padre.

## Reparto
- Charles S. Dutton es George
- Ossie Davis es Jeremiah
- Thomas Jefferson Byrd es Evan
- Isaiah Washington es Kyle
- Harry Lennix es Randall
- Andre Braugher es Flip
- Roger Guenveur Smith es Gary
- Hill Harper es Xavier
- Gabriel Casseus es Jamal
- Bernie Mac es Jay
- Steve White es Mike
- Albert Hall es Craig